# 新特里温福
新特里温福是巴西巴伊亚州的一个市镇。总面积217.894平方公里，总人口15436人，人口密度70.8人/平方公里。